# デイビッド・ジャッフェ
デイビッド・ジャッフェ（David Jaffe、1971年4月13日 - ）はアメリカのカリフォルニア州サンディエゴ出身のゲームクリエイター。『ゴッド・オブ・ウォー』を手がけたことで知られているが、本国では『ツイステッド・メタル』シリーズの製作者としても有名である。

## 人物
『ゴッド・オブ・ウォー』の作者として知られたことで大作志向のクリエイターと思われがちだが、メディアから受けたインタビューでは"I've already achieved that personal goal."「個人的な目標は既に達成してしまった」と答えており、今後は誰でも楽しめる、手軽なゲームを作りたいとしている。実際『ゴッド・オブ・ウォーII 終焉への序曲』のあとに手がけたのは多人数で遊ぶことのできるオンラインゲーム『コーリング・オール・カーズ!』だった。
現実主義者で、『ゴッド・オブ・ウォー』が評価された理由を「（既存のゲームの優れた部分を組み上げただけで）新しいことを何一つしなかったから」と冷静に分析している。
"Actually, the innovation in God of War was that we never set out to be innovative."「実際、『ゴッド・オブ・ウォー』において革新的だったのは、我々が革新的になることに決して着手しなかったことだ」--playboy.com「GENIUSES AT PLAY - David Jaffe」
どれだけ画期的な技術を取り入れてもプレーヤーはそんなところはまったく評価しないということをゲームテスター時代の経験を通じて知らされているため（略歴）、先進的な技術や魅力的なストーリーによってゲームを作り上げることに懐疑的で、ゲームを作るには創造性が欠かせないということをあらゆる場を通じて主張している。特にプレーヤーの目線に立ったゲーム作りを重要視し、そうしたゲーム作りができる小島秀夫や上田文人、カプコンなどの日本のゲームを敬愛している。
またゲームというメディアそのものに対してもテレビドラマや映画のようなおもしろさにはいまだ到達していないと考えている。ジャッフェのゲームの高いエンターテインメント性は、それらの独自のゲーム哲学に基づいたゲームに対する厳しい視線に裏打ちされたものと言える。
一方で、そうしたジャッフェの歯に衣着せぬ物言いは悪意を持って取られることもあり、一部のゲームファンから反感を買うことがある。しかし裏表のない人物として好意的に受け入れている人もおり、良くも悪くもそれがジャッフェのパーソナリティとなっている。ゲームの開発記やインタビューなどの映像に収められているジャッフェは非常に饒舌で、そこからは人懐っこそうな人柄を窺うことができる。
なお、結婚しており、二児の父でもある。
2007年のE3で宮本茂と偶然の出会いを果たすが、宮本が帰り際だったため、ほとんど会話できずに別れた。
「もし話ができてれば彼に伝えたかった。『スーパーマリオ64』（任天堂）がいかにすばらしいか、僕がどれほどあの作品を愛しているか。そんな僕を見て彼も言うだろう。『あなたは太っている。Wii Fitを二ヶ月使用しなさい、それじゃあまたねおデブさん』」と本人はブログに綴っている。

## 略歴
映画監督を夢見て権威あるフィルムスクールを擁する南カリフォルニア大学へ入学するも、競争率の高い同学部への在籍は果たせず、大学を出たあとは夢を諦めSony Imagesoft（のちにアメリカのソニー・コンピュータエンタテインメントに吸収される）へ入り、ゲームテスターとなった。1994年に『ミッキーマニア』（日本でも発売されたが、スーパーファミコン版の発売を担当したのは『ゴッド・オブ・ウォー』と同じカプコンだった）のゲームデザインを担当したことで初めて本格的なゲーム製作に携わり、その翌年には今も続編が製作されるほどの人気シリーズとなる過激なバトルアクションレース『ツイステッド・メタル』を、続く1996年には続編の『ツイステッド・メタル EX』を製作する。『ツイステッド・メタル』シリーズで商業的な成功を収めたジャッフェは会社から自由にゲームを製作できる機会を与えられそれに意欲的に取り組んだものの、そこで企画されたゲームは開発中止となり、その間に製作されたものは2001年に発売されたen:Twisted Metal: Blackとen:Kineticaのみとなった。
その後、再びチャンスを与えられたジャッフェは、三年の開発期間と膨大な開発費を費やしギリシャ神話を題材にした大作アクションゲーム『ゴッド・オブ・ウォー』を2005年に完成させる。子供の頃に観た『レイダース/失われたアーク《聖櫃》』への思い入れを色濃く反映させた同作は、爽快なアクションと程好い謎解きが交互するテンポの良いゲーム性と、狂気の戦士・クレイトスを主人公とした壮大なストーリーが絶賛され、続編の『ゴッド・オブ・ウォーII 終焉への序曲』と併せて世界的なタイトルに成長する。
『ゴッド・オブ・ウォー』シリーズの成功によって有名クリエイターの仲間入りを果たしたジャッフェは、より自由な製作環境を求め、2007年に長年勤めてきたソニー・コンピュータエンタテインメントアメリカを離れ、SCEAのバックアップの下、『ツイステッド・メタル』シリーズなどで協力関係にあったen:Incognito Entertainmentのスコット・キャンベルとともにEat, Sleep, Playを立ち上げる。そこで新たなゲームを開発していくとし、en:Twisted Metal: Head Onのリメイクをはじめとしたいくつかのプロジェクトを進行させている。
現在の最新作はPLAYSTATION Network配信専用のアクションレースゲーム『コーリング・オール・カーズ!』で、PlayStation StoreのNewゲームからダウンロードして遊ぶことができる。

## 主な作品
- ツイステッド・メタルシリーズ
  - アクの強いキャラクターの搭乗する車両を操作し一定のコース内で対戦を行う。攻撃にはミサイルなどが使え、ジャッフェらしいバイオレンスの溢れる作風となっている。アメリカでは数多くの続編が発売されており、日本では『ツイステッド・メタル』と『ツイステッド・メタル EX』のみだが、『ツイステッド・メタル EX』はPlayStation Storeのゲームアーカイブスで購入することができる。
- ゴッド・オブ・ウォー
- ゴッド・オブ・ウォーII 終焉への序曲
- コーリング・オール・カーズ!